# Eugène Lederlin
Pour les articles homonymes, voir Lederlin.
Eugène Lederlin, né le 9 août 1831 à Strasbourg et mort le 2 avril 1912 à Nancy, est un juriste, professeur de droit, doyen de la Faculté de droit de Nancy. D'abord professeur de droit à Strasbourg il a quitté l'Alsace après son rattachement à l'Allemagne en 1871.

## Biographie
Eugène Lederlin est le fils de Jean, Louis, Eugène Lederlin, avoué à Nancy, et de Caroline Stromeyer. Il eut une sœur, Louise-Mathilde et un frère, Armand Lederlin, qui sera un industriel et un élu (maire et conseiller général).
Eugène Lederlin est élève du Gymnase protestant de Strasbourg de 1841 à 1846. En 1847 il commence des études de droit à la Faculté de droit de Strasbourg qui se termine par une thèse de licence Du contrat de société ; Du billet à ordre. En 1854 il est docteur en droit après avoir soutenu des Dissertations sur. La puissance paternelle d'après les principes du droit romain. Les effets du droit de suite en matière hypothécaire, d'après les principes du Code Napoléon. Il complète sa formation par un séjour à Université de Heidelberg. De 1857 à 1859, il est suppléant provisoire à la Faculté de droit de Strasbourg. En 1859 il obtient l'agrégation des facultés de droit et poursuit son enseignement comme titulaire. Il est alors nommé professeur titulaire à la même faculté en charge d'un cours de droit romain.
Après la défaite de 1870 l'Alsace-Lorraine est cédée par la France à l'Empire allemand en application du traité de Francfort, signé le 10 mai 1871. Eugène Lederlin décide de quitter son pays natal pour rejoindre une Université française. La faculté de Nancy l'accueille et lui propose une chaire identique à celle qu'il avait à Strasbourg.
Il est nommé doyen de la faculté en 1880 et il le reste jusqu'en 1901, année de son départ à la retraite.
Eugène Lederlin se marie le 10 octobre 1866 avec Fanny Wurtz. Le couple n'a pas d'enfant.
Eugène Lederlin est, de 1871 à 1911, membre puis président du consistoire de l'Église réformée de Nancy. Il y a joué un rôle important, souligné par Hélène Lenattier : « Pendant les années qui ont précédé, accompagné et suivi la crise de la Séparation des Églises d'avec l'État, il n'a pas seulement transcrit notre histoire dans nos registres, il l'a faite. Il a été l'âme de nos décisions. L'organisation des Églises Réformées de la Lorraine lui doit son caractère à la fois évangélique et libéral ; elle est son œuvre. Eugène Lederlin a incarné l'esprit du protestantisme de Strasbourg et l'a enraciné à Nancy ».
Eugène Lederlin est membre titulaire de l'Académie de Stanislas en 1877. Il est questeur de l'académie de 1884 à 1887, vice-président et président à deux reprises de 1888 à1889 puis de 1897 à1899.
Il est membre puis président (en 1889) de la Société de secours aux blessés militaires.
Eugène Lederlin est nommé d'Officier d'académie en 1869 puis Officier de l'Instruction publique le 7 avril 1877.
Par décret du 12 juillet 1883, il est nommé Chevalier de la légion d'honneur.

## Publications
Eugène Lederlin a écrit de nombreux articles sur la législation allemande dans les Bulletins de la Société de législation comparée, dans la Revue critique de législation et de jurisprudence.

### Ouvrages
- Dissertations sur. La puissance paternelle d'après les principes du droit romain. Les effets du droit de suite en matière hypothécaire, d'après les principes du Code Napoléon, 1854,Strasbourg, Imprimerie Huder, 180 p. lire en ligne sur Gallica
- Rapport sur les travaux de la Faculté pendant l'année scolaire 1879-1880, Nancy, 1881, impr. E. Nicolas, lire en ligne sur Gallica
- Discours sur les travaux de la Faculté de droit de Nancy de 1864 à 1879, .Nancy 1881, impr. de Berger-Levrault, 30 p.lire en ligne sur Gallica
- Notice sur le Code de procédure civile pour l'empire d'Allemagne, 1885, Paris, F. Pichon, 48 p. lire en ligne sur Gallica

### Traduction
- Code de procédure civile pour l'Empire d'Allemagne, co-traducteurs Ernest Glasson et Rodolphe Dareste de La Chavanne, Paris, 1877-1897, Imprimerie nationale, lire en ligne sur Gallica